# Alexandre Numênio
Alexandre Numênio (em grego clássico: Ἀλέξανδρος), ou (conforme a Suda) Alexandre, filho de Numênio (Ἀλέξανδρος ὁ Νουμηνίου), foi um retórico grego que floresceu na primeira metade do século II.

## Biografia
Sobre sua vida, quase nada se sabe. Duas obras são atribuídas a ele. A que certamente é sua obra traz o título Περὶ τῶν τῆς διανοίας καὶ τῆς λέξης σχημάτων No que respeita os padrões de distribuição e da palavra. Júlio Rufiniano, em sua obra sobre o mesmo assunto, afirma expressamente que Áquila Romano, em seu tratado em latim De Figuris Sententiarum et Elocutionis, cextraiu seus materiais da obra de Alexandre. Outro epítome foi feito no século IV por um cristão para uso em escolas cristãs, contendo exemplos adicionais de Gregório de Nazianzo.
A segunda obra tradicionalmente atribuída a Alexandre Numênio, intitulada Sobre Discursos Demonstrativos (Περὶ Ἐπιδεικτικῶν), é reconhecida por praticamente todos os críticos não como obra deste Alexandre, mas de um gramático posterior também chamado Alexandre; ou seja, composta de forma muito desajeitada a partir de duas obras distintas, uma das quais escrita por um Alexandre e a outra por Menandro Retórico. A primeira edição dessas duas obras é a edição Aldine (Rhetores Graeci, Veneza, 1508, fol., vol. i. p. 574, etc.). Elas também estão contidas em Rhetores Graeci, de Ernst Christian Walz, vol. viii. A obra genuína de Alexandre Numênio também foi editada, juntamente com Minuciano e Foebamão, por L. Normann, com uma tradução para o latim e notas úteis, Upsala, 1690, 8vo.